# Kadrovska štipendija
Kadrovska štipendija je ena od vrst mesečnega denarnega dohodka, pri čemer štipendirancu štipendijo podeljuje podjetje ali organizacija glede na svoje kadrovske potrebe. Njen namen je povezovanje človeških virov in zaposlovalne sfere, saj si lahko podjetja preko dolgoročnega kadrovskega načrtovanja zagotovijo razvoj ustreznih kadrov, s tem pa spodbujajo razvoj samega podjetja. Tudi sicer so kadrovske štipendije v povprečju najvišje med vsemi vrstami štipendij, vendar jih vsako leto dosti ostane nepodeljenih. Kadrovska štipendija posamezniku, ki jo prejema, omogoča prvi stik s podjetjem, delovne izkušnje ter možnost prve zaposlitve.
Načeloma je dijak oziroma študent upravičen le do ene štipendije, vendar pa pri tem obstajajo posebni primeri. In sicer je kadrovska štipendija ena izmed tistih, ki se lahko prejema istočasno z vsemi štipendijami, razen s štipendijo za  deficitarne poklice. Do prejemanja kadrovske štipendije ni upravičen posameznik, ki je ponovno vpisan v letnik, v katerega je že bil vpisan, ali če ima podaljšan študentski status (t.i. absolvent).

## Zakoni, ki urejajo štipendiranje
Več zakonov ureja štipendiranje, npr. Zakon o štipendiranju (Uradni list RS, št. 59/07, 63/07 – popr., 40/09, 62/10 – ZUPJS (Zakon o uveljavljanju pravic iz javnih sredstev), 40/12 – ZUJF (Zakon za uravnoteženje javnih financ), 57/12 – ZPCP-2D in 56/13 – Zštip-1).
V zakonu o štipendiranju (ZŠtip-1) so v 3. členu opredeljeni pojmi štipendija, štipendijsko razmerje, kadrovska štipendija, štipendist, štipenditor idr. V tretjem členu je štipendija opredeljena kot pravica do denarnega prejemka, ki se dodeli za posamezni izobraževalni program na posamezni ravni izobraževanja. Štipendijsko razmerje je opredeljeno kot razmerje med dodeljevalcem štipendije in štipendistom, iz katerega izhajajo pravice in dolžnosti obeh. Štipendist je opredeljen kot fizična oseba, ki je pridobila pravico do štipendije neposredno od dodeljevalca štipendije ali preko prejemnika sredstev. Kot štipenditor pa je v zakonu opredeljena Republika Slovenija za državne štipendije, Zoisove štipendije, štipendije za Slovence v zamejstvu in po svetu, za štipendije za deficitarne poklice, za štipendije Ad futura za mednarodno mobilnost, medtem ko je štipenditor za kadrovske podjetje ali organizacija.

## Kadrovska štipendija v številkah
Na splošno naj bi bila kadrovska štipendija med najvišjimi med vsemi vrstami štipendij. V letu 2010 so kadrovske štipendije 33 največjih štipenditorjev (npr. NEK, Elektro Maribor, NLB) znašale med 91 in 406 evrov. Tistega leta je bila najvišji znesek štipendije v Nuklearni elektrarni Krško (NEK), najnižja pa v Gorenju. Na splošno je 70% štipendistov prejemalo štipendijo v višini od 150 do 200 evrov, povprečni znesek je znašal 252 evrov, medtem ko je bila povprečna višina državne štipendije 155, Zoisove pa 186 evrov.
Vendar pa na povprečja vplivajo vrednosti na ekstremih, zato iz teh številk ne moremo sklepati dosti, poleg tega pa se glede povprečij pritožujejo tudi podjetja, saj naj bi bili ti podatki zavajajoči. Na višino štipendij namreč vplivajo številni dejavniki in se določi individualno. Večina štipenditorjev višino štipendije določi glede na povprečno oceno štipendista ter tudi glede na to, v kateri letnik je štipendist vpisan. Dobro povprečje in višji letnik posledično navadno pomeni višjo štipendijo. Poleg tega nekateri dobijo še dodatke, kot so dodatek na deficitarnost, povrnjeni potni stroški … Prav tako se višine štipendij po navadi precej razlikujejo tudi med dijaki in študenti.
V letu 2011 je štipendije prejemalo 60 181 štipendistov, in od tega je imel vsaki 11. kadrovsko štipendijo, torej približno 6 531 je kadrovskih štipendistov. Vendar pa v zadnjem času število kadrovskih štipendij pada. V letu 2016 naj bi imelo kadrovsko štipendijo le še 2 600 štipendistov. Podatki o štipendijah je v preteklosti zbiral statistični urad, od šolskega leta 2014/15 pa podatke zbirajo v Javnem štipendijskem, razvojnem, invalidskem in preživninskem skladu Republike Slovenije.

## Pogodba o štipendiranju
Navadno štipendijske pogodbe sestavi štipenditor, v njej pa morajo biti pravice in obveznosti med štipendiranjem in tudi po njem natančno in nedvoumno opredeljene. Pogodba naj bi vsebovala natančno opredeljeno višino štipendije z dodatki, ki jih štipenditor ponuja, vključno s pogoji; zapisan mora biti način, datum ter doba prejemanja mesečne štipendije; opredeliti je potrebno primere, v katerih pride do mirovanja ter kdaj se štipendijsko razmerje preneha; opredeliti je potrebno primere, v katerih se štipendija vrača, znesek vračila ter v katerih primerih štipendije ni potrebno vračati; zapisane naj bodo obveznosti in pravice štipendista in delodajalca po koncu šolanja oziroma štipendiranja; prav tako naj bo zapisano v kolikšnem času po koncu šolanja mora delodajalec štipendistu ponuditi zaposlitev, katero delovno mesto in kolikšna bo ponujena plača za to delovno mesto; opredeljeni naj bodo primeri, v katerih štipendistu ni treba sprejeti zaposlitve, oziroma kdaj zaposlitve štipenditorju niti ni potrebno ponuditi; opredeljeno naj bo tudi morebitno opravljanje praske pri delodajalcu v času poletja in plačilo te prakse. Štipendijske pogodbe pa vsebujejo tudi določbe, ki se sklicujejo na splošne akte delodajalca, katerih štipendist navadno ne pozna, kar lahko pripelje do zapletov in težav z izpolnjevanjem pogojev. V takih primerih se štipendist lahko obrne na študentsko svetovalnico, kjer mu ponudijo brezplačen pravni nasvet.

## Sofinanciranje kadrovskih štipendij
Podjetja imajo tudi možnost sofinanciranja štipendij, vendar pa pogosto te možnosti ne izkoristijo, razlogi za to pa naj bi ležali v preveč administracije, obveznosti zaposlitve po končanem šolanju, ne glede na to, ali štipendist želi nadaljevati študij ipd. V letu 2010/11 je bil delež sofinanciranih štipendij približno 35%, nato je ta delež narastel na skoraj 50% v letih 2013/14, v zadnjih letih pa delež pada, in se je znižal na približno 22%.
Ločimo neposredno sofinanciranje kadrovskih štipendij ter posredno sofinanciranje kadrovskih štipendij. Pri neposrednem sofinanciranju se mora delodajalec prijaviti na razpis Javnega sklada RS za razvoj kadrov in štipendije, pri posrednem pa se mora delodajalec prijaviti na razpis regionalne razojne agencije, ki je nosilka štipendijske sheme.
Namen sofinanciranja kadrovskih štipendij je spodbuditi dijake in študente, da uspešno zaključijo izobraževanje in imajo ob zaključku izobraževanja za določen čas zagotovljeno ustrezno delovno mesto. Med letoma 2007 in 2015 je bilo podeljenih okoli 3.330 sofinanciranj kadrovskih štipendij, od tega več kot 70% s področja naravoslovja in tehnike. Večina štipendistov, ki prejemajo tovrstno štipendijo, pa se izobražuje v programih srednjega tehniškega in strokovnega ali splošnega izobraževanja.
V 10. členu Zakona o štipendiranju, viri financiranja, je zapisano, da se sredstva za štipendije in sofinanciranje kadrovskih štipendij zagotavljajo iz proračuna Republike Slovenije, proračunskega sklada ministrstva, iz sredstev sklada in sredstev Evropskega socialnega sklada ali iz drugih virov.
5. poglavje Zakona, členi od 69. do vključno 85., omenjenega zakona opredeljuje prav sofinanciranje kadrovskih štipendij. Delež sofinanciranja se razlikuje, in sicer višino sofinanciranja opredeljuje 71. člen zakona, višina sofinanciranja pa se razlikuje predvsem glede na to, ali se štipendist izobražuje na ravni izobraževanja in področju, ki je opredeljen v politiki štipendiranja.
V 72. členu Zakona so zapisani pogoji, ki jih mora delodajalec izpolnjevati, zato da se kadrovska štipendija sofinancira. In sicer so navedeni naslednji pogoji: zoper njega ni uveden postopek prisilne poravnave, stečajni postopek ali postopek prisilnega prenehanja v skladu z zakonom, ki ureja finančno poslovanje, postopek zaradi insolventnosti in prisilno prenehanje; delodajalec mora zagotavljati sredstva za izplačevanje kadrovske štipendije za celotno dobo trajanja sofinanciranja; prav tako naj ima delodajalec s štipendistom medsebojna razmerja urejena s pogodbo o štipendiranju.

### Obveznosti delodajalca
75. člen Zakona o štipendiranju opredeljuje obveznosti delodajalca. V zakonu je zapisano, da je delodajalec dolžan:
- s štipendistom, za katerega je prejemal sofinanciranje kadrovske štipendije, po zaključku izobraževanja skleniti pogodbo o zaposlitvi;
- omogočiti opravljanje enomesečne delovne prakse štipendistu v vsakem šolskem oz. študijskem letu;
- hraniti dokumentacijo o sofinanciranju kadrovskih štipendij najmanj 10 let po zaključku pogodbenega razmerja in na zahtevo sklada ali RRA zagotoviti vpogled oz. v določenem roku posredovati vse podatke in dokumente, za katere je zaprošen;
- skladu ali RRA omogočiti nadzor nad izpolnjevanjem določb tega zakona in pogodbe iz 83. člena tega zakona (83. člen– ureditev medsebojnih razmerij v pogodbi o sofinanciranju).

### Obveznosti štipendista
V 81. členu Zakona o štipendiranju pa so opredeljene obveznosti štipendista. V zakonu so zapisane naslednje obveznosti:
- štipendist se mora vpisati v višji letnik izobraževalnega programa, za katerega je prejemal sofinancirano kadrovsko štipendijo;
- mora uspešno zaključiti izobraževalni program iz prejšnje alineje;
- mora opraviti delovno prakso pri delodajalcu v trajanju vsaj en mesec v vsakem šolskem ali študijskem letu;
- se v času izobraževanja ne sme samozaposliti ali zaposliti, razen zaposlitve pri delodajalcu v primeru iz 78. člena tega zakona (78. člen- zaposlitev štipendista pred zaključkom izobraževanja).

Če štipendist prejema kadrovsko štipendijo, mora torej uspešno nadaljevati oziroma zaključiti izobraževanje, nato pa se mora po končanem izobraževanju zaposliti pri štipenditorju. Navadno se mora štipendist pri štipenditorju zaposliti za najmanj toliko časa, kolikor je kadrovsko štipendijo prejemal. Lahko pa se delodalajec s štipendistom dogovori še za druge obveznosti, npr. počitniško prakso, diplomsko nalogo, vezano na podjetje. Pravila in obveznosti določi štipenditor že ob objavi ponudbe kadrovske štipendije, podrobneje pa se uredijo še s pogodbo o štipendiranju.
Če delodajalec in štipendist ne izpolnjujeta omenjenih pogojev, pogodba o sofinanciranju preneha.

## Nesofinancirane kadrovske štipendije
Gre za štipendije, ki so v celoti financiranje s strani pravne osebe ali samostojnega podjetnika (delodajalca). Taka vrsta štipendije je tako za delodajalca kot za štipendista precej ugodnejša od sofinancirane štipendije, saj so regulatorji pri štipendiranju precej milejši in s takšno vrsto štipendije lahko zaobidemo večino pravil, ki jih določa druga vrsta kadrovskih štipendij. Če delodajalec 100% samostojno financira štipendijo, ima le ta pri sestavi pogodbe o štipendiranju proste roke. Upoštevati mora le finančne omejitve, ki določajo minimalne zneske izplačila, kot so določeni v 70. Členu že omenjenega Zakona o štipendiranju, v katerem je zapisano: Kadrovska štipendija, ki jo delodajalec uveljavlja za sofinanciranje, ne sme biti nižja od državne štipendije brez dodatkov za četrti dohodkovni razred kot je urejena v zakonu, ki ureja uveljavljanje pravic iz javnih sredstev.
Kadrovsko štipendijo, ki jo v celoti financira delodajalec se torej določi s pogodbo o štipendiranju, veljavnost katere ni vezana na točno določen časovni okvir. Čeprav je priporočljivo, da se njen začetek uskladi z začetkom šolskega oz. študijskega leta. Poleg tega delodajalcu v pogodbo ni potrebno vključiti klavzule, ki določa nujno zaposlitev štipendiranca po izteku štipendiranja. Pri tej vrsti štipendije tudi ni potrebno upoštevati obvezne praske v trajanju 160 ur letno. Če se delodajalec za prakso odloči, je ta vezana na dogovor med podjetjem in štipendirancem, ki določita trajanje praske na mesečni oz. letni ravni.

## Kako do kadrovske štipendije?
Dosti mladih ne ve, katera podjetja podeljujejo kadrovsko štipendijo, kar predstavlja težavo. Se pa s kadrovskimi štipendijami dijaki in študentje lahko seznanijo na različne načine. Eden od teh je preko izmenjevalnice. To je portal na spletni strani štipendijskega sklada, preko katerega se dijaki in študentje lahko informirajo o razpoložljivih kadrovskih štipendijah pred izbiro izobraževanja. Na ta način lahko mladi vidijo, za katere profile je v gospodarstvu največ povpraševanja. To naj bi bil tudi način, s katerim se mlade želi spodbuditi za vpis v te programe. Podjetja naj bi na seznam praviloma do konca januarja vpisala potrebe po kadrovskih štipendistih, vendar pa se tega ne držijo vsi, tudi zaradi nepoznavanja portala s strani podjetij. Kljub temu je v Izmenjevalnici na enem mestu zbranih največ objav, za šolsko leto 2017/18 je bilo razpisanih preko 380 ponudb za kadrovske štipendije. Od tega jih je bilo največ za strojne tehnike, univerzitetne diplomirane inženirje strojništva, magistre inženirje strojništva in oblikovalce kovin – orodjarje.
Potrebe delodajalcev po štipendistih lahko najdemo tudi na spletnih straneh regionalnih razvojnih agencij (RRA), poleg tega pa delodajalci objavijo potrebe tudi v svojih internih glasilih, na svojih spletnih straneh, v javnih občilih ipd.
Vendar pa tudi pri podeljevanju kadrovskih štipendij lahko poteka selekcija. Tako morajo štipendisti v nekaterih primerih izpolnjevati nekatere pogoje. V nekaterih podjetjih imajo prednost tisti, ki imajo višjo povprečno oceno (npr. BSH Hišni aparati, GEN-I). Za nekatera podjetja pa je bolj kot to pomemben občutek o štipendistu, kar pomeni, ali vidijo določenega štipendista čez čas kot del kolektiva ali ne (npr. MLM). Za dosti štipenditorjev so zaželeni dosežki z različnih tekmovanj tekom šolanja, včasih tudi hobiji, sploh če so ti povezani z naravo dela v podjetju, ki kadrovsko štipendijo financira. Za nekatere štipenditorje je pomembna lokacija bivanja ter pripravljenost delati v nekem kraju, medtem ko v nekaterih podjetjih dajejo prednost otrokom zaposlenih. V nekaterih podjetjih pa morajo kandidati opraviti tudi psihološka in zdravniška testiranja.

## Prednosti in pomanjkljivosti kadrovske štipendije
Za štipendista so prednosti kadrovskega štipendiranja predvsem v tem, da spozna delo, delovne procese in kulturo podjetja. Štipendija mu omogoča sodelovanje z delodalajcem že v času izobraževanja in s tem je bolje povezan s prakso. Prav tako ima štipendist že tekom šolanja možnost pridobivanja delovnih izkušenj ter možnost prve zaposlitve po končanem izobraževanju.
Vendar pa nekateri dijaki in študentje v teh prednostih vidijo tudi slabosti, saj se nočejo vezati na določeno delovno mesto. Prav tako pa morajo v primeru prejemanja kadrovske štipendije izpolnjevati pogoje iz pogodbe o štipendiranju. Če štipendist ne izpolni obveznosti, ki so opredeljene v pogodbi, mora štipendijo vrniti.
Razlogi za vračilo štipendij so npr. štipendist si zaradi oddaljenosti službo poišče bližje domu, ali ravno obratno, se poroči v oddaljen kraj, ne konča študija. Pri tem je višina vračila odvisna od višine štipendije in od časa prejemanja, lahko pa ti zneski sežejo tudi do 10 tisoč evrov. Štipendist je sicer navadno prost obveznosti, če mu delodajalec ob koncu študija ne ponudi primerne zaposlitve, vendar pa je pri tem dosti odvisno tudi od vsebine štipendijske pogodbe.